# Долгобродская улица
Долгобро́дская улица (бел. Даўгабродская вуліца) — улица в юго-восточной части Минска, в Заводском и Партизанском районах.

## История
Улица получила название от урочища Долгий Брод в окрестностях Минска, возле брода через реку Слепня. Улица Долгобродская, связывавшая католическое кладбище Золотая горка и Комаровку с Долгим Бродом, известна с XIX века (первоначально — как просёлочная дорога). В 1967 году вся улица переименована в улицу Козлова.
В конце XIX века было основано Военное кладбище и построена церковь Александра Невского, что способствовало развитию улицы. В 1930-е годы на перекрёстке улицы с центральным Ленинским проспектом был построен Дом специалистов. В 1940-е — 1950-е годы были проложены трамвайные пути к тракторному и автомобильному заводам и их посёлкам, благодаря чему улица превратилась в важную транспортную артерию. В 1987 году улица Козлова была разделена на две части, и юго-восточному участку было возвращено историческое название.

## Описание
В настоящее время улица начинается от Слепянской водной системы и ориентирована на юго-восток. Улица начинается пересечением с улицей Ботанической как продолжение улицы Козлова. Улица пересекает переулки Козлова и Уральский, улицу Уральскую, проходит по путепроводу над железной дорогой Минск—Орша—Москва, пересекает улицы Передовую, Олега Кошевого, Чеботарёва, бульвар Тракторостроителей, улицы Будённого, Ванеева, Ваупшасова и заканчивается пересечением с Партизанским проспектом. Непосредственное продолжение — улица Плеханова.

## Застройка
Большая часть жилых и административных зданий — 1950-х и 1960-х годов постройки, ряд домов был построен по индивидуальным проектам. На улице, в частности, расположены, филиал №511 Беларусбанка (д. 1), колледж торговли (д. 13), экологический университет им. А. Д. Сахарова (д. 23), Дом культуры Минского тракторного завода (д. 24), машиностроительный колледж (д. 25), медицинский колледж (д. 41), парк 50-летия Великого Октября. На улице расположены корпуса ряда промышленных предприятий — Минского тракторного завода, Минского электротехнического завода им. В. И. Козлова, Минского завода автоматических линий им. П. М. Машерова, Минского завода шестерён.

Улица Долгобродская
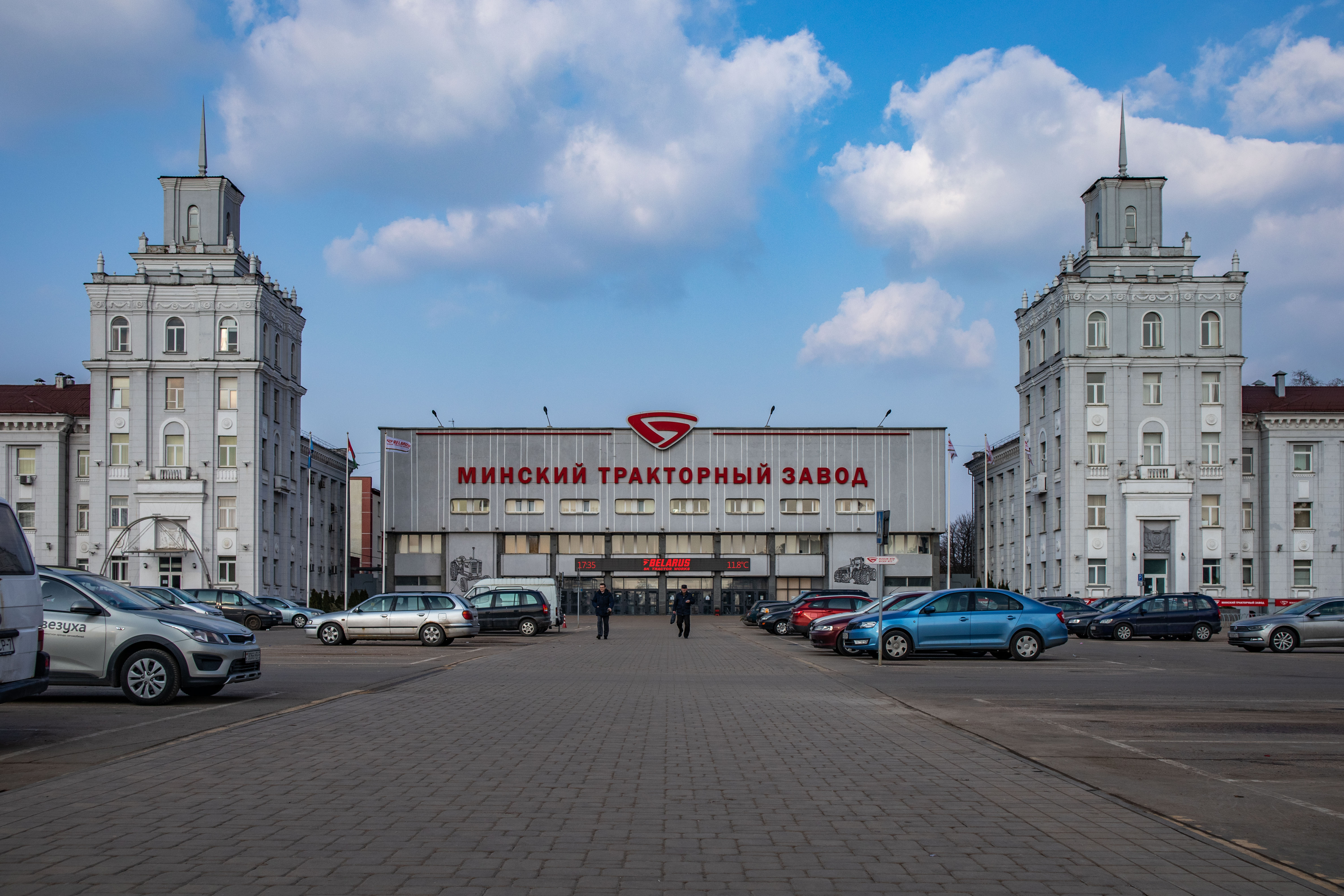
Главная проходная Минского тракторного завода
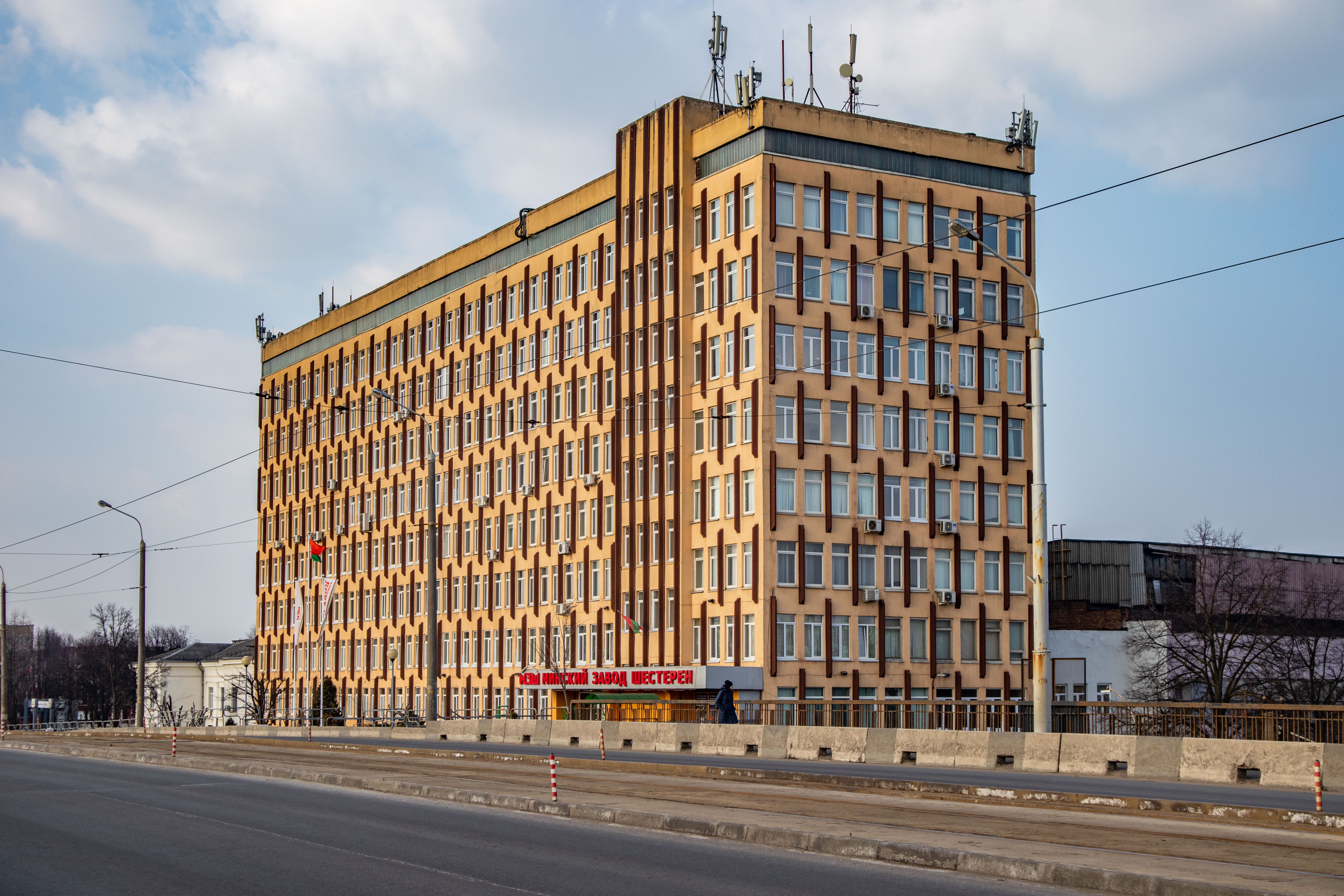
Минский завод шестерён (филиал МТЗ)
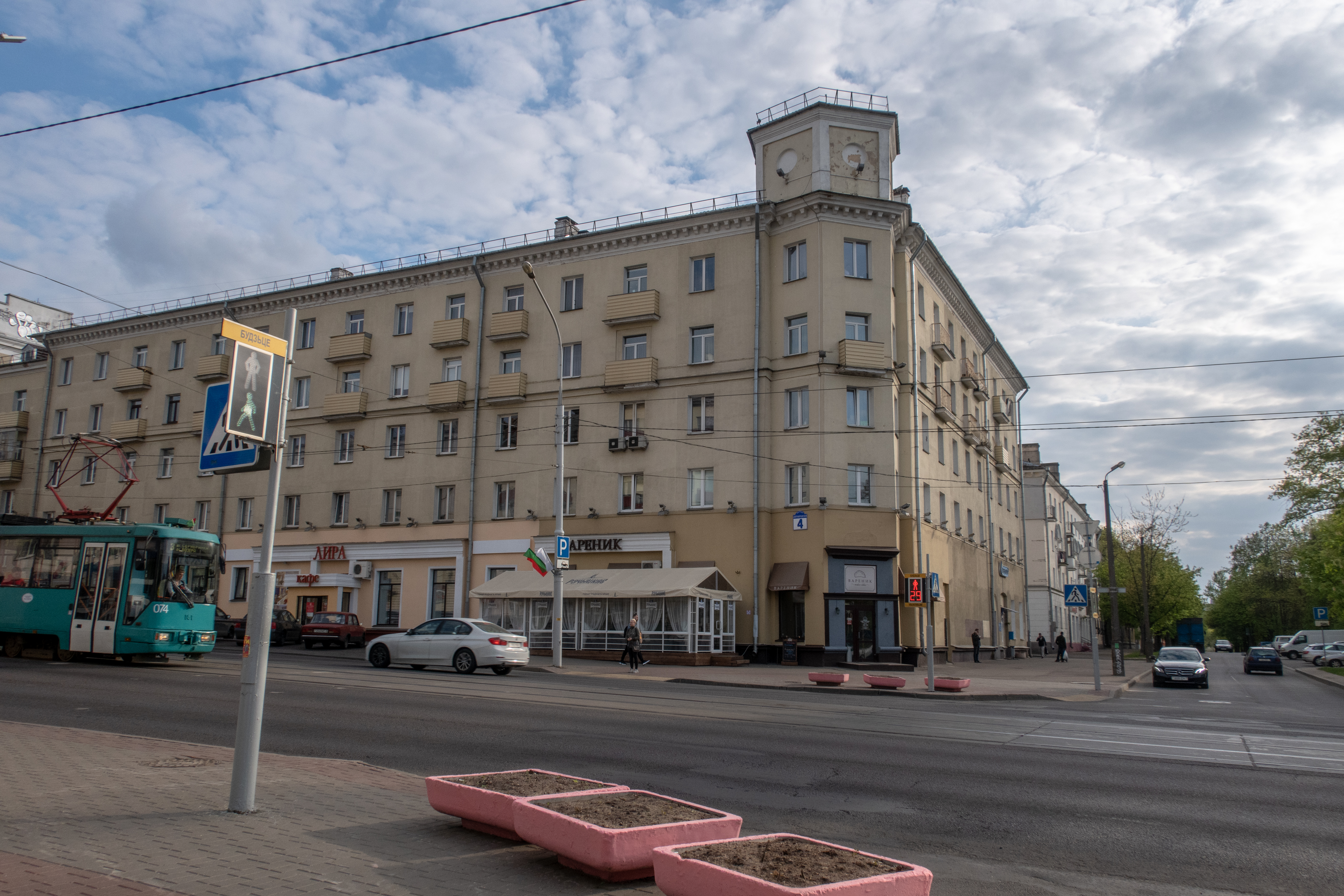
Застройка начального участка улицы
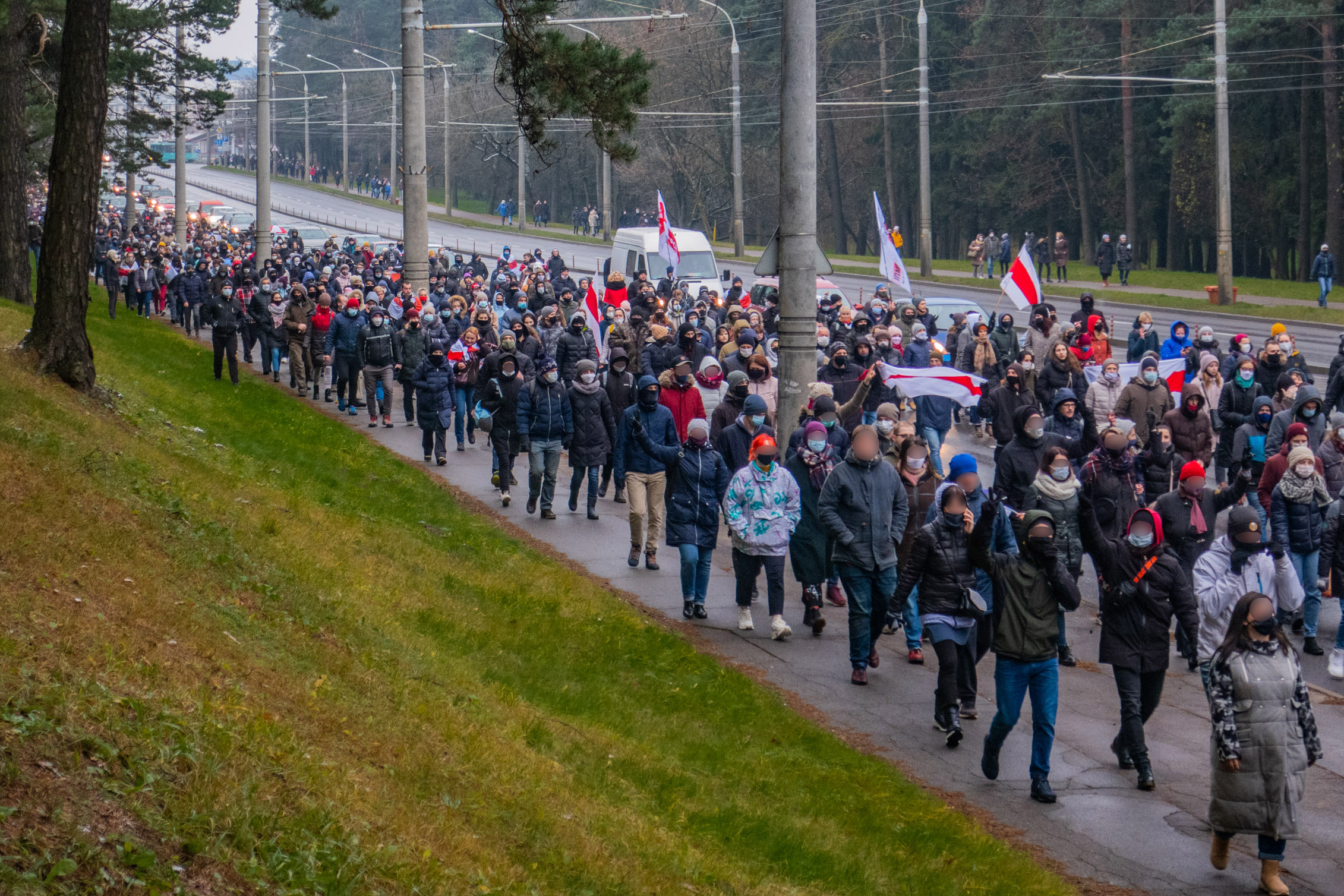
Акция протеста 22 ноября 2020 года
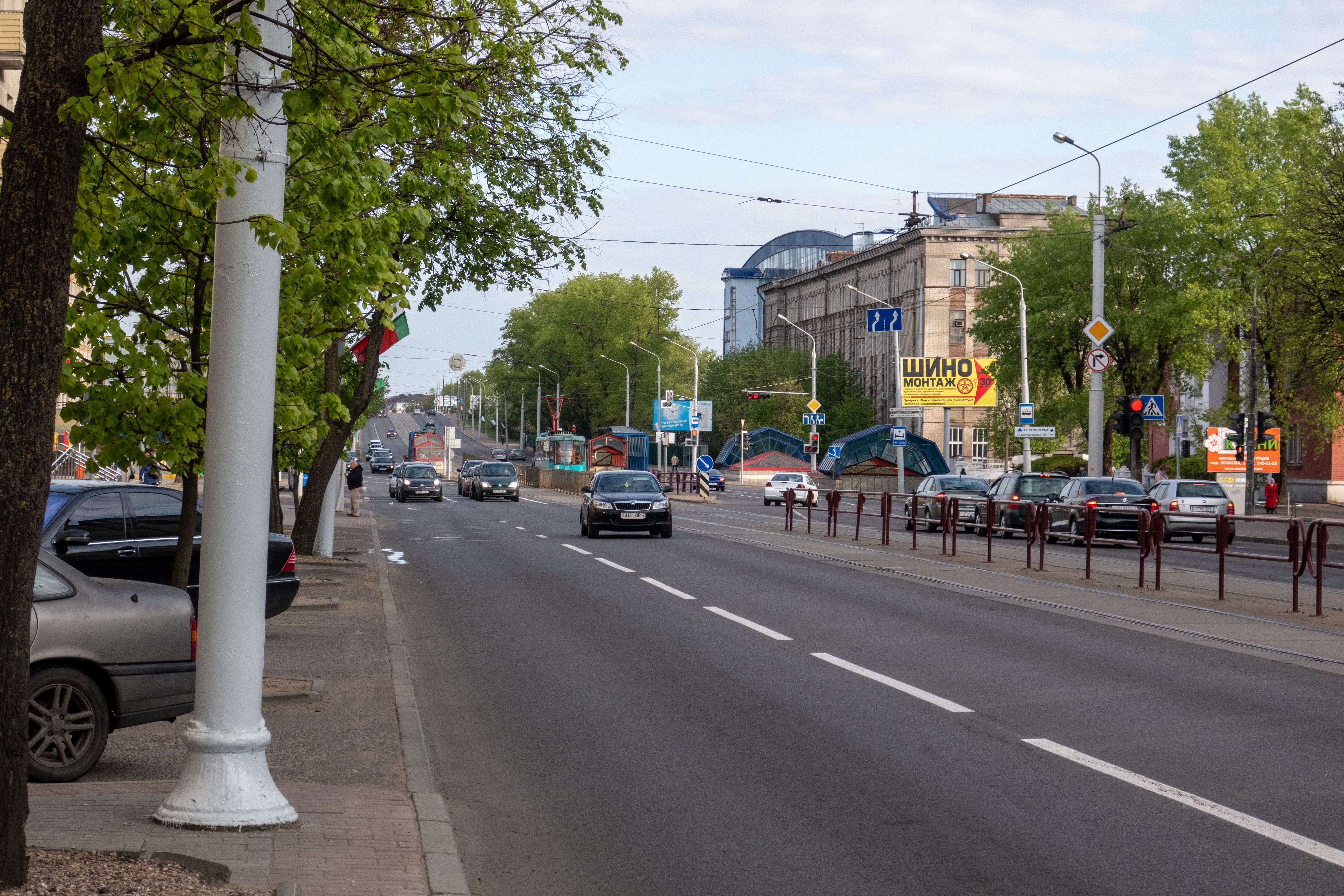
Улица Долгобродская. Вдали — корпуса Минского завода автоматических линий имени П. М. Машерова

## Транспорт
На всём протяжении улицы организовано трамвайное движение: связывающая жилой район Серебрянка с центром города, возле тракторного завода организовано разворотное кольцо. По улице курсируют автобусы, на участке возле Партизанского проспекта организовано движение троллейбусов. В 2017 году на остановке Долгобродская была установлена одна из первых в Минске подстанций для подзарядки электробусов.